# Nebrius ferrugineus
El Tiburón nodriza leonado (Nebrius ferrugineus) vive en el Océano Índico y en el Pacífico oeste.
Puede alcanzar los 3,20 m de longitud y vive entre la superficie y los 70 m de profundidad.